# 女神異聞錄3
《女神異聞錄3》（簡稱「P3」）是日本Atlus公司在2006年7月13日於PlayStation 2平台發售的角色扮演遊戲，為《女神轉生系列》的分支《女神異聞錄系列》的第三部本傳作品，本作的主題顏色為「藍色」。收錄了追加劇情的扩充版《女神異聞錄3 FES》在日本于2007年4月19日发售。PlayStation Portable版移植作《女神異聞錄3 携带版》于2009年推出，針對初版遊戲作了修改，採用了諸多在《女神異聞錄4》中受到好評的設計，并追加了女性主角。2023年1月19日，攜帶版登陸Xbox One、Xbox Series X/S和PC、PlayStation 4與任天堂Switch。
本作是以學園城市為舞台，敘述擁有稱為「人格面具」特殊能力的少年少女的角色扮演遊戲。隨著《女神異聞錄2》的完結，本作採用全新的世界設定、登場人物、遊戲系統及故事背景。遊戲分為白天與朋友一起的學園生活及夜晚與在「影時間」出現的神秘怪物「陰影」（Shadow）的戰鬥。
距離前作發售相隔6年，本作採用全新的設定，加入時間經過與人際關係系統，加重學園的日常生活的部分，故事開始的時間為2009年4月。除了與前作一樣可以培養Persona 外，本作還可以將Persona 合體成為新的Persona。本作由《真·女神轉生III－Nocturne》的團隊製作，同樣加入技能繼承和技能轉換系統，使Persona的培養更加深入。戰鬥系統是由《真·女神轉生III》的「Press Turns」戰鬥系統改良，亦而加入女神轉生系統中受歡迎的要素，例如「天鵝絨房間」（Velvet Room）加入「人格面具全書」等。
2007年推出手機遊戲《Aegis THE FIRST MISSION》與《女神異聞錄3em》。2008年1月以《女神異聞錄3》為原案的電視動畫《PERSONA -trinity soul-》開始播放，劇本為本傳完結10年後的故事。

## 故事劇情
Episode Yourself
故事時間為2009年4月。10年前因事故而失去雙親而由親戚養育的主角，因為家庭的事情而轉校到小中一條龍學校「私立月光館學園」的高中部中。在入住學生宿舍後不久，他被奇形怪狀的怪物「陰影（Shadow）」襲擊，令隱藏在他體內Persona的能力甦醒。因為這個契機，主角被迫知道這個被掩蓋的世界真實的一端。
那就是「影時間」，一天與另一天之間存在著的隱藏時間，「陰影」就是這個影時間的居民。在影時間中，普通人會變成棺柩形的形態，失去這時的記憶（這稱為「象徵化」）。所以大部分的人都不知道影時間的存在，但有一少部份人，在影時間還保持著人的形態，那些人會被陰影吃掉他們的精神，而成為無力狀態（陰影人）。
在月光館學園理事長幾月修司下，組成使用Persona的陰影討伐部隊「特別課外活動部（S.E.E.S.）」。得到特殊Persona能力的主角被部長桐条美鶴看中，成為隊員與特別課外活動部的隊長與危害人類的影作戰。
Episode Aegis
月光馆学园特别课外活动部所属的人格面具使用者们在一年中战胜了无数的苦难，和平终于也来到了这个城市。2010年3月31日，特别课外活动部的每个人，在宿舍关门之前，都会举行最后一个小小的告别派对。众人以平静的心情迎接逼近的午夜0点，召唤器也被认为不会被再次使用。但是到了0点的那一瞬间，人格面具使用者们感到不协调。应该是第二天了，但是新闻、手机、手表的日期都是“2010年3月31日”。并且，名为“埃癸斯的妹妹”的神秘少女型机械·梅蒂斯袭击了特别课外活动部的每个人，以此为契机，艾吉斯与主人公同样觉醒了“不羁”的力量。不久，将梅蒂斯加入到伙伴中的埃癸斯他们为了结束重复的一天，前往“时间的缝隙”的空间。为了开拓被关闭的“未来”，人格面具使用者们的战斗再次开始了。

## 故事簡介

### 社群系統
各コミュニティに関わるサブキャラクターには、ゲーム本編とは別であり、親交を深めることでコミュニティランクが上がるとともに物語を進めることができる。随所に選択肢が表示され、適切なものを選べばコミュニティランクが上がりやすくなる。ただし一部のコミュキャラクターは強制イベントによって必ずコミュニティランクが上がる。各コミュニティを最高ランクであるランク10まで上げると各コミュニティ最強のペルソナを生み出す合体が解禁となる。中には特定のコミュが成立しなければ発生しない特殊なコミュニティがある。
コミュニティランクを上げるうえでの障害として「リバース」と「ブロークン」があり、一定期間交流が無かったり機嫌を損ねたりしてしまうと、コミュニティによってはリバース状態となってしまう。リバース状態を放置したり仲直りが失敗するとブロークン状態となり、そのコミュニティと同アルカナのペルソナが召喚不能になってしまう。本作では恋愛要素が取り入れられており、恋人同士の関係になれる。攻略可能な人物は少々特別で、いわゆる「同時攻略」するとキャラクターが嫉妬してしまい、リバース状態に陥りやすくなってしまう。
『ポータブル』では一定期間交流がなくてもリバースが発生せず、ブロークンも発生しにくくなっている。また、『ポータブル』の女性主人公編は、一部コミュニティが変更されており、新規コミュニティも用意されている。

### 設定及用語
Persona（Persona）
自己的另一面人格。主角可擁有（身上裝備）最多十二個Persona力量，其餘Persona使用者都各只有一個Persona。
在《Persona4 黃金版》中，正式中文翻譯為「人格面具」。
召喚器（Evoker）
本作召喚Persona的道具，由桐條集團旗下的研究所開發的，S.E.E.S.的基本裝備。
眾人都是使用槍型召喚器，只是表示槍的外型，沒有裝置實彈。
虎狼丸由於是一隻小狗，所以使用頸圈型召喚器。
埃癸斯由於是由桐條研究所製作的對陰影機器「反陰影特別鎮壓武裝七式」，所以本身已經內置召喚Persona的功能。
影時間（The Dark Hour）
日與日之間的隔縫，沒有適應能力的人會象徵化成為棺木。
塔耳塔羅斯（Tartarus）
黃昏的羽毛
主角專用道具，使用時機是主角瀕死狀態，效果是小隊中、主角以內全員復活，HP／SP全回復，狀態異常解除，「easy」、「BEGINNER」模式使用限定。
Wild（Wild）
是包含了「宇宙」在內，能使用所有塔羅牌Persona的究極的秘儀（Arcana）和將Persona合體的能力。
相較於其他Persona，成長的速度異常的緩慢，但只要和同伴結下強烈的羈絆就能提升力量。
塔羅牌的編號是「0」，代表著無限的可能性。
在《Persona4 黃金版》中正式中文翻譯為「不羈」。
Death
十年前在桐條集團旗下研究所的研究中誕生的陰影，死之宣告者。
在不完全的狀態下和埃癸斯決戰，卻被埃癸斯封印。它的力量分裂成十二個大型陰影，只會在滿月時出現。
倪克斯（Nyx）

## 开发与发行
本作的製作人是曾製作《真·女神轉生III－Nocturne》的橋野桂。角色設計及新的專用Persona設計由副島成記負責，而其他的Persona則是使用惡魔畫師金子一馬的插畫。主題曲是川村ゆみ的《你的記憶（キミの記憶）》。遊戲的畫面設計更現代化，而背景音樂多為英語歌曲，圖像與音樂與前作相比都顯得截然不同。

### 女神异闻录3 FES
在粉絲的期待下，《女神異聞錄3 FES》在日本于2007年4月19日发售，收錄了追加劇情。早在2006年10月20日發售的《Fami通》中就刊登了Aegis的廣告，上面的口號寫著「只要沒有放下我，我們一定再能遇見」。而《女神異聞錄3》的官方網站中出現「如果沒有賣掉《女神異聞錄3》的光碟，一定會有好事發生。」意義的預告。最後於2006年12月8日正式發表發售預告。
「FES」是節慶（festival）的簡稱。收錄描述女神異聞錄3結束後的新故事「Episode Aegis」，而正編「Episode Yourself」追加各種各樣的新要素，亦可以繼承《女神異聞錄3》的一部份遊戲記錄。本作分為原有《女神異聞錄3》的玩家的「追加版」及沒有女神異聞錄3的新玩家的「完整版（單體啟動版）」兩種，兩款的封面有異，但追加的遊戲內容一樣。追加版需以《女神異聞錄3》光碟啟動而得到認證，所以價錢相對便宜。除了本篇故事以調整後的型式再推出之外，追加和本篇情相關的後日談：因為迷宮突然崩潰，世界反向穿了一個大洞，如果不解決大洞，世界會不停重複3月31日。而在過程之中，更會看到主人公，風花、Aegis以外的人為何會和影時間扯上關係。不過就如字面上的「後日談」所言，內容只是新追加的劇情，對本篇沒有影響。同時也不能使用本篇裡的人格面具全書，社群也沒辦法繼承，而且玩家將使用埃癸斯進行故事，主要攻擊手段為貫通系，導致玩家能夠使用的戰術受到了一定的限制。

### 女神异闻录3 Reload
《女神异闻录3 Reload》是本作的重制版本，使用虚幻引擎制作。2024年2月2日在PlayStation 4、PlayStation 5、Xbox One、Xbox Series X/S以及PC平台发售。该消息于2023年6月11日在Xbox发布会中宣布，但此前于2023年4月被泄露了相关画面。《女神异闻录3 Reload》将包含《女神异闻录3 FES》中的部分内容，但不会包含后日谈（及後作為DLC在2024年9月推出）以及《女神异闻录3 携带版》中引入的女性主角选项。游戏中的英文配音也将采用全新的配音阵容。

## 本地化
本作于2023年1月发售的高清复刻版与原版相比追加了简、繁体中文本地化。简体中文本地化由博特盈（上海）信息科技有限公司完成，本地化测试则由世嘉（上海）软件有限公司进行；繁体中文版本地化由新加坡商博特盈科技有限公司台湾分公司完成，台湾世雅娱乐股份有限公司进行本地化测试。伴随《女神异闻录4 黄金版》复刻移植版、《女神异闻录5 皇家版》复刻移植版一同于2022年10月及2023年1月发售。

## 反响
本作獲得《Fami通》2006年度遊戲大獎的優秀獎（角色扮演遊戲類別）。首發的PS2版本在Metacritic網站上經52篇媒體評論得到平均86/100的佳評。最初的PS2版本在日本累計售出約21萬套。PSP携帶版則賣出了22.5万套。

## 衍生作品

### 電視動畫
2007年11月決定製作外傳動畫《PERSONA -trinity soul-》，於2008年1月開始播放。

### 小說版
- 《女神異聞錄3 終焉碎片》

著：藤原健市 插畫：副島成記 Fami通文庫 2006.10.30發售
以真田明彥的視點敘述緊接正編開始前一個月的故事。
- 《女神異聞錄3 暗影悲歌》

著：藤原健市 插畫：副島成記 Fami通文庫 2007.6.30發售
以史特雷加的其中一人—陣為視點，敘述史特雷加那一方的故事。
- 《Persona 3 FES～Alternative Heart～》

著：勝沢哲也 插畫：副島成記 Sony Magazines 2008.1.16發售
女神異聞錄3 FES的完全小說版。カードブック付属。
- 《女神異聞錄3小說集》

一迅社 2007.06.25 發售初版
收錄全6話。因為內容為二次作品，與正編不連接。
- 《特別課外活動部報告書》

著：黒居 插畫：桐野アキラ
S.E.E.S的成員為視點描寫主角。
- 《･･･I Know》

著：壬生龍 插畫：カワタユウコ
Aigis為視點描寫的故事。
- 《那隻手抓住的東西》

著：熱々おでん 插畫：浅見百合子
荒垣初初加入S.E.E.S的故事。
- 《夢的終結》

著：続木トモヨ 插畫：マメ
綾時來到月光館學園至12月31日的故事。
- 《特別課外活動部G3會議》

著：nui 插畫：双葉はづき
桐條、由香里、風花為主的故事。
- 《one day》

著：鴇村しほ 插畫：キリシマソウ
除了主角的S.E.E.S成員的故事。

### 漫畫版
- 《女神異聞錄3》（ペルソナ3，PERSONA3）

在《電撃魔王》上連載中。
作者是曾我部修司，這是他首次的連載漫畫。雖然作畫很獨特，而人物的形象有很大的變化，但作畫的忠實度非常之高。故事基本上描寫遊戲的正編故事，但以倒敘及插敘法等將各個場景的提示順序大膽地重新排序（比較接近預設故事）。漫畫版中主角名稱為「有里湊（ありさと みなと）」。
第1卷 2007年9月27日發售、ISBN 4-8402-4052-3
第2卷 2008年1月27日發售、ISBN 4-8402-4177-5
第3卷 2008年6月27日發售、ISBN 4-04-867149-1
第4卷 2008年10月27日發售、ISBN 4-04-867384-6
第5卷 2009年9月26日發售、ISBN 4-04-868113-1
第6卷 2012年3月27日發售
第7卷 2013年10月26日發售
第8卷 2015年3月27日發售
第9卷 2016年1月27日發售
第10卷 2016年11月26日發售

### 女神異聞錄3 前夜
《女神異聞錄3 前夜》是《女神異聞錄3》預先發表的迷你網絡遊戲，供人免費遊玩。現在已停止服務，同時以女神異聞錄系列為基礎製成新的網頁遊戲《女神異聞錄 AIN SOPH》。如其名一樣，是女神異聞錄3的「前夜」，遊戲系統和故事等與P3正編不同，只是體驗女神異聞錄3的世界，每晚可看到如夢般世界的原創故事。玩家需挑戰在港灣人工島中毎夜出現的迷宮之塔「塔爾塔羅斯」，打倒「影」並往頂峰進發為目標。遊戲中行動每次都要消耗「時間」，每日只能在遊戲內活動1小時。玩家可加入抵抗一方或影一方，按照「戰爭」而取得名聲和金錢。

## 脚注
1. 1 2  Lumb, Jonathan. . 1UP.com. 2006-03-08  [2010-05-03]. （原始内容存档于2012-08-01）.
2. ↑  Young, Billy. . RPGamer. 2007-04-24  [2010-05-03]. （原始内容存档于2011-06-21）.
3. ↑  . Fami通. 2009-09-18  [2010-05-03]. （原始内容存档于2013-06-29） （日语）.
4. ↑  . GameFAQs.   [2009-08-18]. （原始内容存档于2013-12-02）.
5. ↑  . GameFAQs.   [2009-08-18]. （原始内容存档于2012-07-06）.
6. ↑  Moriarty, Colin. . IGN. 2012-04-06  [2013-01-20]. （原始内容存档于2012-10-09）.
7. 1 2 3  Gifford, Kevin. . 1UP.com. 2009-08-18  [2009-08-18]. （原始内容存档于2012-08-01）.
8. 1 2 3  . GameFAQs.   [2012-06-28]. （原始内容存档于2012-11-04）.
9. ↑  . ペルソナチャンネル | ペルソナシリーズ最新情報.   [2022-10-11]. （原始内容存档于2022-12-14） （日语）.
10. ↑  .   [2023-06-14]. （原始内容存档于2023-07-22）.
11. ↑  . Eurogamer. 2024-06-08  [2024-08-07]. （原始内容存档于2024-08-07）.
12. ↑  .   [2023-06-14]. （原始内容存档于2023-06-11）.
13. ↑  .   [2021-02-04]. （原始内容存档于2022-06-09）.
14. ↑  . enterbrain. 2007: 389. ISBN 978-4-7577-3577-4.
15. ↑   (PDF). index-hd.com.   [2022-06-16]. （原始内容 (PDF)存档于2011-07-13）.

## 外部連結
- 《女神異聞錄3》官方網站（页面存档备份，存于）
- PERSONA -trinity soul-（页面存档备份，存于）
- 《女神異聞錄3》劇場版官網